# 国際ゆめ交流博覧会
国際ゆめ交流博覧会（こくさいゆめこうりゅうはくらんかい）は、1997年（平成9年）に宮城県仙台市宮城野区で「第8回ジャパン エキスポ」として開催された地方博覧会。

## 概要
- テーマ - 世界をむすぶ 人と心
- 略称 - ゆめ交流博’97仙台
- マスコット - パピットくん
- 会場 - 宮城県仙台市宮城野区港3丁目 みやぎ産業交流センター「夢メッセみやぎ」及び隣接地ほか
- 会期 - 1997年7月19日から9月29日 73日間
- 入場者 - 約106万人
- 主催 - 国際ゆめ交流博覧会実行委員会（宮城県・仙台市・仙台商工会議所・河北新報社）

## 入場料
|                        | 大人   | 高校生 | 中・小学生 | 幼児（4歳以上） |
| ---------------------- | ------ | ------ | ---------- | --------------- |
| 普通入場券             | 2500円 | 1700円 | 1200円     | 500円           |
| パスポート             | 7000円 | 5000円 | 3000円     | 1000円          |
| 一般団体割引入場券     | 2200円 | 1500円 | 1000円     | 400円           |
| 特別割引入場券         | 1300円 | 900円  | 600円      | 300円           |
| 特別団体割引入場券     | 1200円 | 800円  | 500円      | 200円           |
| 学校行事団体割引入場券 | -      | 900円  | 600円      | 300円           |
| 夜間入場券             | 1200円 | 800円  | 500円      | 200円           |

## パビリオン
◆テーマゾーン◆
- 「夢メッセみやぎ」をテーマ館にして、3つのゾーンで構成される。

心の交流ゾーン
- 「プレゾーン」は小さな島の砂浜。観客はここでヘッドフォンを受け取り、装着する。ヘッドフォンの立体音響で波の音やウミネコの鳴き声が聞こえ、CGアニメーションの石ノ森館長が博覧会のテーマを解説する。続いて「ゆめ交流シアター」へと進む。
- 「ゆめ交流シアター」は、石ノ森章太郎監修のフルCGアニメーション「Tobby」を上映。360インチの大型スクリーンに、トビウオのキャラクターの主人公「トビー」が、「星の海」へと冒険をするストーリーを展開する。ヘッドフォンの立体音響や、ルミライト・ビジョンによる海底の表現などで、バーチャルな空間を演出する。

人の交流ゾーン
- 宮城県そして仙台を舞台とした交流史や国際交流など、「人の交流」にスポットを当てた4つのコーナー。
- 「ヒストリー&ビジョンズ・コーナー」……ミニ映像シアター「宮城・仙台から始まる世界への航路」は、アニメと実写を組み合わせた映像。慶長遣欧使節の通訳をした歴史学者シピオーネ・アマーティと、ウィーン万博で日本館の建築をした大工の山添喜三郎との交流を描く。
- 「バーチャルステージコーナー」……最新の映像合成システム「クロマキシーシステム」により、選ばれた観客がビデオでダンスの簡単なレクチャーを受けた後、ブルーの壁面のステージで踊り、それがレーザーディスクの「世界の風景映像」と合成されて、各モニターに映る、という仕組み。
- 「世界交流ネットワークコーナー」……宮城県の各都市や市町村の姉妹都市活動や国際交流を紹介する。フロアのあちこちに点在する角柱の展示タワーでは、各交流機関や都市の活動ぶりや成果を、映像、グラフィック、展示品などでアピール。
- 「ゆめミュージアムコーナー」……21世紀を担う子供たちに、未来づくりのための「ゆめ」をプレゼントするというコンセプト。日本や世界中のスーパースターの寄贈品やキャラクターグッズ、メッセージ映像などを紹介する。アメリカ・クリントン大統領のサイン入り書籍やオードリー・ヘプバーンのサイン入り写真、モハメド・アリのサイン入りグローブ、他にハリソン・フォード、ナオミ・キャンベル、マイケル・ジョンソン、ダイアナ・ロス、エルトン・ジョン、アグネス・チャン、石井竜也、爆風スランプ、鈴木蘭々などのグッズを展示、紹介。また、そのグッズをもとに、チャリティーオークションを開催。

未来の交流ゾーン
- 「スペースステーション」は、日本、アメリカ、カナダ、ロシア、ヨーロッパなどが協力して行っているビッグプロジェクト「国際宇宙ステーション」の全長60メートル（実物の1/2）のモデルを展示。
- 人類と宇宙の関わりを紹介する「宇宙へのまなざしゾーン」、パネル展示などによって、日本と世界の宇宙開発の歩みを紹介する「宇宙開発の技術展示ゾーン」、そして「国際宇宙ステーション紹介ゾーン」では、宇宙実験モジュールであるJEMの実物大モデルをはじめ、H-IIロケット模型や測地実験衛星「あじさい」などの展示がある。

◆パビリオンゾーン◆
《単独館》
NEC C&C 未来地球研究所
- 出展者：NEC
- ドーム型の未来仕様のパビリオン。エントランスの「おもしろ実験室」では、「NEC ネットワークアドベンチャー」のゲームについて、ロボットの「ロボキューくん」が説明を行う。
- 「NEC ネットワークアドベンチャー」では、参加者がパソコンの中に入り込み、ロボットの主人公「ナビ」と「ゲータ」と一緒に冒険をするという、双方向参加型マルチメディアライブシアター。「JAPAN EXPO鳥取 NECブース」にもアクセスする。

NTTマルチメディア館
- 出展者：NTTグループ
- 外観はエジプトのピラミッド。早稲田大学教授、吉村作治氏の監修のもと、「ピラミッドツアー」を体験する。各部屋には吉村教授がネットワーク映像で登場、解説。
- 第1の部屋「ピラミッドの謎」は「王の間」をイメージし、コラボレーションシステムを使った対話を体験する。
- 第2の部屋「発掘現場の謎」では、マルチメディア・コミュニケーターで、近未来ナビゲーションを体験する。
- 第3の部屋「ツタンカーメンの謎」では、インタラクティブビジョンで謎を解いていく。クイズの正解率が高いチームには、全員に記念品を進呈する。
- 「マルチメディアの広場」では、「古代エジプト住民登録」や「VOD放送局」、カイロ博物館の展示品の超高精細画像「SHD美術館」など、様々なマルチメディア体験ができる。

日立グループ館～きになるシアター
- 出展者：日立グループ
- 日立のCMでおなじみの、モンキーポッドの木をイメージしたドーム型パビリオン。
- 幻想的な夜をイメージさせるウェイティングゾーンのあと、24面マルチビジョンのメインシアター「きになるシアター」へ。お天気キャスターの森田正光と、クリスティ・夏美・コサールが、「太陽からの贈り物」の旅に出かけるというストーリー。観客は手元の端末機器の操作で、メインビジュアルと対話やクイズを楽しめる。

東北電力グループ館
- 出展者：東北電力企業グループ
- アーチ型パビリオン。
- メインシアターは、300インチ大型スクリーンに、実写映像にCGやアニメを重ね合わせた、少年ニルスとガチョウのモルテンによる冒険物語「ニルスと地球の仲間たち」を上映する。
- ワークショップ「グース・スクール」では、宮城県の県鳥「ガン」についての展示や、ガンの飛来地である「伊豆沼・内沼」「蕪栗沼」の紹介コーナーなど。

三菱未来館
- 出展者：三菱グループ
- ドーム型パビリオン。150名収容のメインシアター「銀河系ゆめアドベンチャー」を上映。観客は宇宙船「GREEN」のクルーとして乗り込み、ウイルスに汚染された惑星「アジェル」からのSOSを受け取って、救出に行くというストーリー。
- ストーリーの各ポイントで、集計システムによる観客のストーリー選択で、マルチエンディングになるというシステムをとっている。

三井グループ・東芝館～DREAM CUBE～
- 出展者：三井グループ、東芝
- キューブ型のパビリオンで、壁面には日本全国や世界中からの子供たちによる、「夢のイラスト」を集めた壁画がある。
- メインの「ドリーム・ホームページ・ゾーン」では、誰でも簡単にホームページが楽しめる専用端末機を使い、参加者がオリジナルホームページを作成しインターネットで世界中に発信する。
- 「ドリーム・アクセス・ゾーン」では、「あなたの夢」「わたしの夢」のホームページへのアクセスをして、仮想インターネットを楽しめる。

郵政省ゆめぽすと館
- 出展者：郵政省
- テーマ：「人・生活（くらし）・未来・ゆめコミュニケーション」
- 外観は、江戸時代の芝居小屋のイメージ。
- 第1ゾーン「立体ハイビジョンシアター」では、松尾芭蕉と弟子の曾良の二人が着ぐるみキャラやCGアニメとして登場してナビゲーターとして活躍し、150インチの大型スクリーンに「自然の不思議、海の生きもの」の映像を上映する。
- 第2ゾーン「マルチメディア郵便局ステージ」では、江戸時代の「芭蕉の辻」を再現し、芭蕉と曾良の着ぐるみキャラが芝居仕立てで、未来のマルチメディア郵便局を紹介する。
- 第3ゾーン「マルチメディア郵便局体験コーナー」では、「郵便局設置用手話認識システム」や「マルチメディア郵便貯金ホームサービス」など、最新のシステムやサービスを紹介する。

建設ドーム
- 出展者：ゆめ交流博未来都市研究会
- テーマ：「21世紀・東北の創造」
- 直径46m、高さ18,5mのエアドームパビリオン・
- 「みらい都市シアター」では、少女「ゆき」と鳥型アンドロイド「フュー」が、未来の東北の旅をするストーリーを上映。観客席は46人乗りのライドシミュレーターになっていて、映像に合わせて観客席が動く。
- 技術展示ゾーンは「まちの技術ゾーン（日本建設機械化協会、宮城県等の自治体など）」「みちの技術ゾーン（日本道路建設業協会、日本道路公団、東北地方建設局）」「くらしの技術ゾーン（日本土木工業協会、東北地方建設局）」の3つにわかれ、最新技術やプロジェクトをパネルや模型などで紹介する。

海と空・ゆめ広場
- 出展者：運輸省出先5機関、ゆめ交流博実行委員会
- 博覧会会場のシーサイドに位置するパビリオン。
- 「陸のパビリオンには、仙台空港滑走路の断面図や気象ロケットの実物など、パノラマ模型やパネル展示、フライトシミュレーターなどで、「東北運輸局」「第二港湾建設局」「東京航空局」「第二管区海上保安本部」「仙台管区気象台」の活躍を紹介する。
- 桟橋を渡ると、クルージング船「やまびこ」。「ゆめ博クルージング」で、仙台港をゆっくりと遊覧する。

《外国館》
スロヴェニア館
- パビリオンはスロヴェニアのログハウス（2階建て）
- スロヴェニアの自然や暮らしをビデオやパネルで紹介。また、スロヴェニアの伝統工芸や特産ワイン、家具やクリスタル製品、スポーツ用品なども展示。

ニュージーランド館
- パビリオンはニュージーランドの住まいを再現。
- システムキッチンやドレッサーなど、手作り家具や調度品を配置してニュージーランドの文化や暮らしを紹介。ラグビーチーム「オールブラックス」関連グッズの展示や販売も行っている。

大韓民国館
- 韓国寺院のゲートをくぐると、３つのゾーンに分けられる。
- 「体験ゾーン」では、韓国の伝統文化を写真や実演で紹介。「交流ゾーン」では「サムルノリ」や仮面劇などをステージで上演。「にぎわいゾーン」では、韓国の陶磁器や食料品、民芸品、伝統工芸品を展示販売。

《共同館》
富士通電脳ワールド
- 出展者：富士通株式会社
- 「インターNETアスロン」では、参加者が富士通PCのインターネットでトライアスロンに参加する。
- 「TEO-もうひとつの地球」「世界の車窓から」「ミミの大冒険」など、最新CD-ROMコンテンツが楽しめるコーナーもある。

Panasonicドリームシアター
- 出展者：松下電器産業株式会社
- 1千万年後の未来の海を舞台に、未来の海洋生物「クラーケン」を主人公にしたCG映像作品「クラーケン」を上映。
- 「クラーケン」のキャラクターグッズショップや、DVD-ROMゲームコーナーもある。

日本アイ・ビー・エム館
- 日本IBM
- プロローグは、壁に埋め込まれたモニターにインターネットの画像が映し出される。
- メインシアターは「近未来の家」を表現し、スクリーン画面の「サン・ファン・バウティスタ号」をPCの声による操作を行い、近未来の生活を紹介していく。
- 「近未来体験ルーム」では、数グループに分けられた子供たちが、マルチメディア幼児教育ソフト「カルロ」を操作して、最新技術を体験していく。

《集合館》
いってみらい館
- JR東日本ゆめステーション（JR東日本）
- 川崎重工（川崎重工業株式会社）
- エネルギー・ミラクル映像館（通商産業省・資源エネルギー庁）
- 石油資源開発（石油資源開発《株》）
- オプテック・マルチメディアスクエア（第一電子工業《株》）
- やまや（株式会社やまや）
- COCA-COLA STATION（仙台コカ・コーラボトリング）
- 菓匠三全（菓匠三全《株》）
- 鐘崎（鐘崎）
- 阿部かま「海からのおくりもの」（《株》阿部蒲鉾店）
- 仙台育英学園（仙台育英学園）
- 福島県（福島県）
- アメリカ合衆国デラウェア州（米国デラウェア州政府）
- オーストリアPRブース（オーストリア大使館商務部）
- 仙台市ガス局ブース（仙台市ガス局）

◆アミューズメントゾーン◆
パピットランド
- ドリーム・サンダー（サスペンディッド・ルーピング・コースター）
- ローラーステートコースター
- 2層カルーセル
- アイス・ワールド
- アストロ・ファイター
- ニューライト・サイクル
- 3D立体時空館
- ツインドラゴン
- リンドバーグワールド
- ドラゴンコースター
- 大観覧車
- 3Dパラゴン城
- ファンハウス1・2
- ルクソールマジック
- ハンマーストライカー

◆ワールドマーケット◆
- 「アジア」「ヨーロッパ」「アフリカ」「北米」「中南米」「オセアニア」の6つのゾーンに分けられ、各大陸・地域のショッピングが楽しめる。イベントスペースでは、週替わりで各国のイベントを行う。

## ゆめステージ・イベント
《7月》
- 東京ディズニーランド「イッツ・ドリームタイム」（7/19、20）
- ミミクリーチ・パフォーマンス（7/27）

《8月》
- 小椋佳コンサート（8/1）
- 川中美幸コンサート（8/9）
- BLUE BOYコンサート（8/10）
- さとう宗幸コンサート（8/14）
- 演歌スターパレード（冠二郎、門脇睦男、キム・ヨンジャ）（8/15）
- 松岡直也とソンレイナスコンサート（8/16）
- ベンチャーズコンサート（8/24）
- NHKひるの散歩道公開録音（前川清、長保有紀ほか）（8/29）
- 鈴木雅之スペシャルライブ（8/31）

《9月》
- 鈴木蘭々コンサート（9/6）
- 爆笑名人寄席（9/11）
- 吉本お笑いライブ（9/13）
- スターライトエクスプロージョン '97 セカンドステージ（ジガーズサン）（9/14）
- スターライトエクスプロージョン '97 セカンドステージ（鈴木彩子）（9/15）
- NHKつくってあそぼオンステージ（出演・ワクワクさん、ゴロリ）（9/20）
- アグネス・チャンとあんべ光俊（ユニセフ支援コンサート）（9/28）
- 閉会式（9/29）

## 参考資料
- 国際ゆめ交流博覧会公式ガイドブック（国際ゆめ交流博覧会実行委員会)
- 国際ゆめ交流博覧会パンフレット各種